# Dar de duh
Dar de duh (rum. „Dar duha”) debitantski je studijski album rumunjskog folk/black metal-sastava Dordeduh. Album su 28. rujna 2012. objavile diskografske kuće Lupus Lounge i Prophecy Productions.

## Popis pjesama
Tekstovi: Edmond Karban, glazba: Edmond Karban i Sol Faur.
| 1.    | »Jind de tronuri«      | Čežnja za tronovima       | 16:19 |
| 2.    | »Flăcărarii«           | Ljudi koji stvaraju vatru | 6:42  |
| 3.    | »E-an-na«              |                           | 8:24  |
| 4.    | »Calea roților de foc« | Put vatrenih kotača       | 12:04 |
| 5.    | »Pândarul«             | Čuvar                     | 8:21  |
| 6.    | »Zuh«                  |                           | 13:46 |
| 7.    | »Cumpăt«               | Uzdržljivost              | 7:28  |
| 8.    | »Dojană«               | Prijekor                  | 4:45  |
| 77:49 |                        |                           |       |

## Recenzije
| Recenzije    | Recenzije |
| Izvor        | Ocjena    |
| ------------ | --------- |
| Exclaim!     | 8/10      |
| Metal Hammer | [ 4 ]     |

Album je uglavnom dobio pozitivne kritike. Internetski časopis Metal Storm dao mu je devet od deset bodova i izjavio: „Dordeduh svakako nije skupina čije je glazbeno štivo lako progutati, a to vrijedi i za njezin debitantski album. Međutim, kao što je bio slučaj s grupom Negură Bunget, element tajnovitosti pridonosi općenitoj formuli sastava kojom stvara odličnu glazbu. Dar de duh jednostavno je vrsta albuma koji je nalik na detaljnu sliku. Morate na nju više puta baciti pogled da biste potpuno upili njezinu ljepotu, ali čim to učinite, oduševit će vas.” Dom Lawson iz Metal Hammera dao mu je četiri zvjezdice od njih pet i komentirao: „Kao što je bio slučaj s najboljim radom prethodno spomenute skupine [Negură Bunget], Dar de duh nadahnut je opskurnim, a opet prepoznatljivim oblikom black metala; zveket bijele buke koju stvara šest žica te oštri i disonantni rifovi stvaraju živopisne mentalne slike u kojima neka tajnovita, elementarna sila premlaćuje čovječanstvo. Međutim, Dordeduh se naročito ističe po načinu na koji je upotrijebio tu dezorijentirajuću moć neimenovanih podzemnih sila i izrazio je služeći se hipnotičkim mantrama, plemenskim udaraljkama i stalnim odzvanjanjem. Nakon slušanja pjesama poput šesnaestominutnog spektralnog putopisa 'Jind de tronuri' i potresne, fluidne i nemirne 'Zuh' teško je oteti se dojmu da su one konačni rezultat nekog nezaustavljivog stanja dimenzijskog strujanja – opominjućih pisama koje je neki nepoznati Lovecraftov jaz izbacio na površinu.”

## Zasluge
| Dardeduh - Sol Faur – gitara, klavijature, dulcimer, prateći vokali, snimanje, miksanje, masteriranje, produkcija - Edmond – vokali, gitara, klavijature, dulcimer, udaraljke, tulnic, snimanje, miksanje, masteriranje, produkcija - Flavius – bas-gitara, toacă, prateći vokali, fotografija - Ovidiu – bubnjevi, udaraljke Dodatni glazbenici - Gallalin – dulcimer, prateći vokali - Sergio Ponti – udaraljke, toacă - Alin Drimuș – flauta, kaval - Mădălin Luca – Panova frula | Ostalo osoblje - Sânziana Omota – ilustracije - Costin Chioreanu – dizajn, omot albuma - Ami Totorean – fotografija - Vlad Bidiviu – fotografija - Rada Niță – fotografija - Merca Michael – fotografija |